# Шаманов Аубекир Хизирович
Шаманов Аубекир Хизирович (27 грудня 1934 — 1997), доктор медичних наук (1970), професор (1977), ветеран праці.

## Біографія
Народився 27 грудня 1934 року в аулі Джегута Усть-Джегутинського району Ставропольського краю (Карачаєво-Черкеська автономна область).
З 1944 по 1954 рік навчався в Кантській середній школі № 1 (Фрунзенська область).
У 1954 році вступив на лікувальний факультет Киргизького медичного інституту.
У 1957 році був переведений на 4 курс лікувального факультету Ставропольського медичного інституту.
У 1960 році закінчив Ставропольський медичний інститут. Ще навчаючись в інституті, вирішив пов'язати свою подальшу професійну діяльність з хірургією.
Після закінчення інституту працював лікарем швидкої допомоги у Карачаєвській районній лікарні; завідувачем хірургічного відділення Усть-Джегутинської районної лікарні; завідувачем хірургічного відділення Зеленчукської районної лікарні.
У 1961 році переведений на посаду ординатора хірургічного відділення Карачаєво-Черкеської обласної лікарні (м. Черкеськ).
У 1962 році вступив до клінічної ординатури (кафедра торако-абдомінальної хірургії) Українського інституту вдосконалення лікарів (м. Харків).
З 1964 по 1966 рік навчався в аспірантурі.
У 1967 захистив кандидатську дисертацію «Діагностика та лікування стенозу великого сосочка дванадцятипалої кишки» (керівник — академік Олександр Шалімов). Того ж року обраний асистентом кафедри торако-абдомінальної хірургії.
У 1970 році захистив докторську дисертацію «Діагностика та хірургічне лікування хронічного панкреатиту» та був обраний на посаду професора кафедри хірургії № 1 Українського інституту вдосконалення лікарів (м. Харків).
У 1977 році отримав почесне звання професора.
З 1975 по 1996 рік — завідувач кафедри хірургічних хвороб Полтавського медичного стоматологічного інституту.
Помер у 1997 році.
Професор Аубекир Шаманов володів усіма видами оперативних втручань на органах черевної порожнини, стравоході, легенях і жовчних шляхах. Ним розроблялися і впроваджувалися в клініку інноваційні методи дослідження; оригінальна клінічна класифікація хронічних захворювань підшлункової залози.
Уперше під керівництвом Аубекира Хизировича на Полтавщині були впроваджені такі оперативні втручання, як повздовжня панкреатоеюностомія при хронічному панкреатиті, резекція шлунка з утворенням штучного жому.
Професор брав активну участь у створенні Атласу операцій на серці і магістральних судинах та Атласу операцій на органах черевної порожнини. Підготував понад 400 оригінальних рисунків і наочних рекомендацій, які ілюструють основні розділи хірургії. За ініціативи завідувача кафедри у роботі клінік були освоєні та використовувалися сучасні методи діагностичних досліджень (фіброгастродуоденоскопія, УЗО, лапароскопія). Систематично проводив консультування та надавав кваліфіковану невідкладну хірургічну допомогу хворим Полтави та області. Як висококваліфікований спеціаліст неодноразово виконував відповідальні завдання по лінії санавіації від Міністерства охорони здоров'я. Аубекир Хизирович оперував у різних містах — Одеса, Вінниця, Рівне, Миколаїв, Полтава, Суми, Бєлгород, Дніпро. Був постійним учасником з'їздів хірургів.

## Наукова діяльність
Аубекир Хизирович — автор понад 100 наукових праць, 10 авторських свідоцтв на винаходи, застосування яких дозволяє попередити деякі захворювання оперованого шлунка. Запропоновані методики впроваджені в практику охорони здоров'я.
Наукова діяльність вченого присвячена питанню хірургії виразкової хвороби шлунка і дванадцятипалої кишки, проблемі патології підшлункової залози, холецистектомії, апендектомії. Під керівництвом завідувача кафедри проводилося вивчення та розробка сучасних засобів впливу на перебіг ранового процесу гнійної рани (застосування імуностимуляторів, сорбентів, антиоксидантів, низькотемпературного впливу) у хворих різних вікових груп, при різних гнійних захворювань, в учасників ліквідації наслідків аварії на ЧАЕС.

Аубекир Хизирович — талановитий хірург, клініцист, учень відомого академіка Олександра Шалімова; розробляв питання оперативних втручань на підшлунковій залозі, жовчному міхурі й жовчних шляхах, дванадцятипалій кишці. Займався проблемами торакальної хірургії. Виховав плеяду хірургів і науковців.

## Нагороди та почесні звання
Нагороджений знаком «Відмінник охорони здоров'я», медаллю «Ветеран праці», почесними грамотами Міністерства охорони здоров'я України.